# Décès en juin 2005
Décès
- 2001
- 2002
- 2003
- 2004
- 2005
- 2006
- 2007
- 2008
- 2009

Pour une information complémentaire, voir la page d'aide.

| Date          | Nom                            | Activités | Âge | Source |
| ------------- | ------------------------------ | --- | --- | ------ |
| 1er juin      | George Mikan                   | basketteur américain                                                                                                  | 81  |        |
| 2 juin        | Vicente Colino                 | footballeur espagnol                                                                                                  | 81  | (es)   |
| 2 juin        | Samir Kassir                   | journaliste libanais anti-syrien                                                                                      | 45  |        |
| 2 juin        | Bernard Manciet                | poète français | 82  |        |
| 2 juin        | Mike Marshall                  | acteur franco-américain                                                                                               | 60  |        |
| 2 juin        | Melita Norwood                 | espionne britannique recrutée par le KGB                                                                              | 93  |        |
| 2 juin        | Pastor Vega                    | cinéaste cubain | 65  |        |
| 3 juin        | Michael Billington             | acteur britannique.                                                                                                   | 63  |        |
| 3 juin        | Robert Forno                   | Footballeur français.                                                                                                 | 76  |        |
| 3 juin        | Raymond Moretti                | peintre français | 73  |        |
| 4 juin        | Giancarlo De Carlo             | architecte italien | 85  |        |
| 4 juin        | André Molitor                  | chef de cabinet du roi Baudouin Ier de Belgique et professeur d’administration publique à l’UCL                       | 93  |        |
| 5 juin        | Laurence Harlé                 | scénariste française                                                                                                  | 56  |        |
| 5 juin        | Lothar Warneke                 | réalisateur, scénariste et acteur est-allemand et allemand                                                            | 68  |        |
| 6 juin        | Anne Bancroft                  | actrice américaine | 73  |        |
| 6 juin        | Dana Elcar                     | acteur américain | 77  |        |
| 6 juin        | Siegfried Palm                 | musicien allemand | 78  |        |
| 8 juin        | Ed Bishop                      | acteur américain | 72  |        |
| 11 juin       | José Beyaert                   | coureur cycliste français                                                                                             | 79  |        |
| 11 juin       | Robert Clarke                  | acteur américain | 85  |        |
| 11 juin       | Ghena Dimitrova                | cantatrice bulgare | 64  |        |
| 11 juin       | Juan José Saer                 | écrivain argentin | 67  |        |
| 13 juin       | Jonathan Adams                 | acteur britannique | 74  | (en)   |
| 13 juin       | Eugénio de Andrade             | poète portugais | 82  |        |
| 13 juin       | Álvaro Cunhal                  | dirigeant historique du Parti communiste portugais                                                                    | 91  |        |
| 15 juin       | Suzanne Flon                   | comédienne française                                                                                                  | 87  |        |
| 15 juin       | Alessio Galletti               | Coureur cycliste italien.                                                                                             | 37  |        |
| 15 juin       | Carlo Maria Giulini            | chef d'orchestre italien                                                                                              | 91  |        |
| 17 juin       | Tatiana Iablonskaïa            | peintre russe, soviétique puis ukrainienne                                                                            | 88  | (en)   |
| 20 juin       | Larry Collins                  | écrivain américain | 75  |        |
| 20 juin       | Jack Kilby                     | inventeur du circuit électronique intégré et prix Nobel de physique en 2000                                           | 81  |        |
| 21 juin       | Michel Rivgauche               | parolier français | 82  |        |
| 21 juin       | François Sarda                 | avocat français | 75  |        |
| 21 juin       | Jaime Sin                      | cardinal et chef spirituel de l'église catholique des Philippines                                                     | 76  |        |
| 24 juin       | Max Rouquette                  | écrivain et poète français                                                                                            | 96  |        |
| 24 juin       | John Vivian (4e baron Swansea) | pair britannique | 80  |        |
| 25 juin       | Simonetta Jung                 | peintre italo-belge                                                                                                   | 87  | (en)   |
| 26 juin       | Eknath Solkar                  | joueur de cricket indien                                                                                              | 57  |        |
| 27 juin       | Asad Hamza                     | érudit musulman, juge et homme politique yémenite                                                                     | 86  | (ar)   |
| 27 juin       | Domino Harvey                  | chasseur de primes américaine                                                                                         | 35  |        |
| 27 juin       | Stephen Hughes                 | journaliste britannique                                                                                               | 81  |        |
| 28 juin       | Dick Dietz                     | joueur de baseball américain                                                                                          | 63  |        |
| 28 juin       | Roger Quintaine                | peintre paysagiste français                                                                                           | 83  |        |
| 29 juin       | Tony D'Amario                  | acteur français | 44  |        |
| 29 juin       | Emídio Guerreiro (pt)          | enseignant et homme politique portugais, opposant à l'Estado Novo et membre fondateur du Parti populaire démocratique | 105 |        |
| 30 juin       | Christopher Fry                | dramaturge britannique                                                                                                | 97  |        |
| date inconnue | Miguel Pacheco                 | footballeur péruvien                                                                                                  | 93  |        |